# Tipográfiai mértékrendszer
A tipográfiai mértékrendszer vagy más néven pontrendszer a nyomtatás fejlődése során alakult ki, de mivel a számítógépek is ezt a rendszert használják, ma is a hétköznapi élet számos területén találkozhatunk vele. Röviden tipometriának is nevezik.

## Kialakulása
A 18. században még minden nyomda saját méretű betűt használt, de az ipar fejlődése gazdaságtalanná tette azt a megoldást, hogy minden nyomdász magának állítsa elő az ólombetűket, ezért kialakultak a betűöntödék.
Az első tipográfiai pontrendszert Sébastien Truchet (1657–1729) dolgozta ki. A pont méretét 1/1728 királyi lábban adta meg. Ez 0,188 mm, a későbbi Didot-pont fele.
Pierre Simon Fournier 1737-től a saját pontrendszerében adta meg a betűk méretét. Egy pont 0,345 mm volt, a későbbi Didot-pont 11/12 része.
A rendszert François Ambroise Didot és fia, Firmin Didot fejlesztette tovább. Méretét hagyományosan 0,376065 mm-ként adják meg, a hivatalos átszámítás szerint azonban ez 0,3759715 mm. A gyakorlatban 0,376 mm. Az alapegység a francia királyi láb volt, és így 6 × 12 × 12 = 864 Didot-pont tesz ki egy francia királyi lábat.
1975-ben javasolták a Didot-pont lekerekítését 0,375 mm-re, technikai okok miatt azonban nem tudták megvalósítani.
- A Francia Nyomdászati Hivatal 0,4 mm-es pontot használ.
- Az amerikai nyomdák egy olyan lábat használnak, ami a római láb 1024/1000 része. Ez nem több, mint 0,0002%-kal nagyobb, mint 304,8 mm. Ez 864 pont.
- Nelson C. Hawks 1879-től egy 0,375%-kal csökkentett lábat használt. Így a Hawks-pont 0,013 837 hüvelyk, vagy 0,35146 mm.
- Egy másik definíció szerint 350 mm-ben 996 pont van, így 1 pont ≈ 0,013 848 867 hüvelyk ≈ 0,351405622 mm.
- Lawrence Johnson a nyomdai lábat 249/250 (99,6%) angol lábban adta meg. Ez 0,01383 hüvelyk, amit 1959-ben 0,35136(6) mm-re váltott át.

1886-ban a Type Founders Association of the United States tizenötödik közgyűlése a Johnson-pontot tette szabványossá. Eszerint 1 nyomdai láb = 11,952 hüvelyk, avagy pontosan 303,5808 mm, így a pont mérete 1/72,27 hüvelyk, vagy 0,3515 mm. A TeX számítógépes szövegszerkesztő ezt a pontméretet használja.

### Szoftveres környezetben
A ma szabványos DTP-pont (desktop publishing point) az angolszász 25,4 mm-es hüvelyk 1/72-ed része, ami 0,0138(8) hüvelyk vagy 0,3527(7) mm. 12 pont egy pica, és hat pica tesz ki egy hüvelyket. A TeX ezt „bp”-ként jelöli. Ezt használja többek között az Adobe PostScript, az eredeti Macintosh és a LaserWriter, és ez a Photoshop és a Word egyetlen pontegysége. Ezért a DTP-pontot PostScript-pontnak is hívják.
A CorelDraw két fajta pontot is tud kezelni. Az egyik a pont ami azonos a DTP-ponttal, a másik a Didot által kifejlesztett rendszerhez közelít, de 1 Corel didot = 0,37592 mm, 864 Corel didot = 324,795 mm.

## Tipográfiai pont
A méter legkisebb általánosan használt egysége, a milliméter túl nagy volt, ezért a nyomdai mértékrendszer alapja a tipográfiai pont, aminek a mérete 0,376 milliméter. Kisebb pedig azért nem lehetett, mert ólomból ez volt az előállítható legvékonyabb. A nyomdaiparban nem is olyan rég még általánosan elterjedt, ólomalapú kézi szedés és a magasnyomtatás még két magasabb egységet is használt, a németül Durchschussnak nevezettet, amely 2 pontból állt, és a cicerót, ami 12 pont (4,513 milliméter).

## A pontrendszer és a méterrendszer kapcsolata
1 méter = 2660 pont. Az átszámításnak akkor van szerepe, ha azt akarjuk kiszámolni, hogy mondjuk egy 12 pontos betűből hány fér el egy sorban, egy oldalon, vagy hány oldalas lesz egy könyv. A számításhoz az n betű méretét veszik alapul, ami a fele a betűméretnek, tehát a 12 pontos n mérete 6 pont. Általános képlet: szedéstükör pontmérete osztva a betűtörzs pontméretével, szorozva 2-vel.

## Betűnagyságok

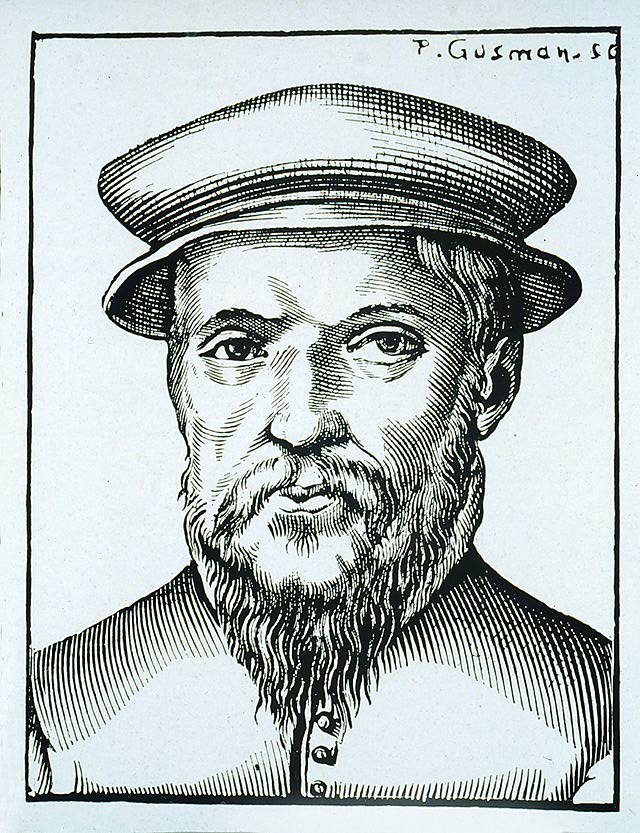
Claude Garamondról nevezték el a betűméretet.

A ma használatos rendszer bevezetése előtt a nyomdászok névvel jelölték a betűméreteket. Az elnevezések az előállítás nehézségeire utalnak, vagy történelmi okuk van.
| Név         | Méret   | Megjegyzés |
| ----------- | ------- | --- |
| Brillant    | 3 pont  | A legfinomabb munka, még a (csiszolatlan) gyémántnál is drágább.                                                                          |
| Gyémánt     | 4 pont  | Az előállítás nehézségére és valószínűleg az árára utalt.                                                                                 |
| Gyöngy      | 5 pont  | Neve szintén az értékére utal. Ezt a két betűméretet nagyobb törzsre öntötték.                                                            |
| Nonpareille | 6 pont  | Összehasonlíthatatlant jelent, a maga korában nagyon nehéz volt előállítani.                                                              |
| Kolonel     | 7 pont  | [ 3 ] |
| Petit       | 8 pont  | A francia kicsi szóból alakult ki. |
| Borgisz     | 9 pont  | A szintén francia eredetű burzsoá szóból kapta a nevét.                                                                                   |
| Garmond     | 10 pont | Claude Garamond betűmetszőről kapta a nevét, nem keverendő össze a Garamond betűtípussal.                                                 |
| Ciceró      | 12 pont | Peter Schöffer a nyomdaipar kezdetén ebből a méretből nyomtatta Ciceró leveleit. A legtöbbször használt méret.                            |
| Mittel      | 14 pont | A maga korában 7 féle méret volt, ez volt a középső.                                                                                      |
| Tercia      | 16 pont | Ugyanebben a korban a harmadik volt a sorban.                                                                                             |
| Text        | 20 pont | Szöveget jelent, a kezdetekben ezt használták a szövegszedésre, vannak feltételezések, hogy Gutenberg 42 soros bibliájának méretére utal. |